# Гаплогруппа Z1 (мтДНК)
Гаплогруппа Z1 — гаплогруппа митохондриальной ДНК человека.

## Субклады
- Z1a
  - Z1a1
  - Z1a2
  - Z1a3
  - Z1a4
- Z1b

## Распространение

### Сибирь
Енисейские народы
- кеты – 2,6 % (38)

Коренные народы Севера
- юкагиры – 2,4 % (82)

Самодийские народы
- нганасаны – 2,6 % (39)

Тунгусо-маньчжурские народы
- ульчи – 0,6 % (160)
- эвены – 2,3 % (87)

Тюркские народы
- тофалары – 10,9 % (46)
- тубалары – 1,4 % (144)
- тувинцы – 1,1 % (95)

Чукотско-камчатские народы
- ительмены – 6,5 % (47)
- коряки – 5,4 % (147)

## Палеогенетика

### Медный век
Ботайская культура
- BKZ001 — Айыртауский район, Северо-Казахстанская область — Казахстан — 3517-3367 cal. BCE — Ж — Z1.[3]

### Бронзовый век
Андроновская культура
- S08 | Bronze 2 — Tatarka cemetery, burial 55 — Шарыповский район, Красноярский край — Россия — 1800–1400 BC — Ж — Z1.[4]
- I4566 | KZ-KAN-004, Kairan I, Enclosure 7a, Grave 2 — Карагандинская область — Казахстан — 1729-1563 calBCE (3350±20 BP, PSUAMS-2991) — Ж — Z1.[5]

## Публикации
2009
- Keyser C; Bouakaze C; Crubézy E; Nikolaev VG; Montagnon D; Reis T; Ludes B. (Сентябрь 2009). Ancient DNA provides new insights into the history of south Siberian Kurgan people. Human Genetics. 126 (3): 395–410. doi:10.1007/s00439-009-0683-0. PMID 19449030.

2012
- Sukernik RI, Volodko NV, Mazunin IO, Eltsov NP, Dryomov SV, Starikovskaya EB. (Май 2012). Mitochondrial genome diversity in the tubalar, even, and ulchi: Contribution to prehistory of native siberians and their affinities to native americans. American Journal of Physical Anthropology. 148 (1): 123–138. doi:10.1002/ajpa.22050. PMID 22487888.{{cite journal}}:  Википедия:Обслуживание CS1 (множественные имена: authors list) (ссылка)

2016
- Стариковская Е. Б. Филогеография митогеномов коренного населения Сибири. — Новосибирск, 2016.

2018
- Jeong C; Balanovsky O; Lukianova E; et al. (Май 2018). Characterizing the genetic history of admixture across inner Eurasia. doi:10.1101/327122. {{cite journal}}: Cite journal требует |journal= (справка)

2019
- Narasimhan V.; Patterson N.; Moorjani P; et al. (Сентябрь 2019). The formation of human populations in South and Central Asia. Science. 365 (6457). doi:10.1126/science.aat7487. PMC 6822619. PMID 31488661.